# آسپاراژین
آسپاراژین یکی از بیست اسید آمینه‌ی اصلی یاخته‌های زنده است.
نخستین آمینو اسید کشف شده توسط دانشمندان آسپاراژین می‌باشد که در سال ۱۸۰۶ توسط دانشمندان فرانسوی کشف شده‌است.
آسپاراژین یک آمینو اسید غیر ضروری است که در ساختار آن گروه کربکس آمید در سمت راست زنجیره قرار گرفته‌است. کدون‌های آسپاراژین AAC و AAU می‌باشد. واکنش قندها و آسپاراژین از نوع کاهش بوده و منجر به تولید آمید اکریلیک می‌شود.

## خصوصیات
آسپاراژین برای حفظ تعادل در دستگاه اعصاب مرکزی ضروری می‌باشد؛ این ماده از عصبانیت شدید یا آرامش بیش از حد جلوگیری می‌نماید. این اسید آمینه فرایندی را ایجاد می‌کند که طی آن یک اسید آمینه در کبد به اسید آمینه دیگری تبدیل می‌شود.